# Borki (Gałęzice)
Borki – część wsi Gałęzice położona w Polsce, w województwie świętokrzyskim, w powiecie kieleckim, w gminie Piekoszów.
W latach 1975–1998 Borki należały administracyjnie do województwa kieleckiego.